# Javon Jackson
Javon Jackson (Carthage, 1965. június 16. –), amerikai tenorszaxofonos, zenekarvezető, zenetanár.

## Pályafutása
1987–1990 között (Art Blakey  haláláig) az Art Blakey & The Jazz Messengers tagjaként vált ismertté. Olyan kimagasló zenészekkel dolgozott, mint Elvin Jones, Freddie Hubbard, Charlie Haden, Betty Carter, Cedar Walton, Ron Carter, Dr. Lonnie Smith, Stanley Turrentine, Ben E. King.
Mint szólista a hagyományos és a modern dzsessz valamiféle keverékét művelte a hard bop, a soul és funky karaktert is beépítve zenéjébe.
2013-ban a Hartfordi Egyetem Jackie McLean Jazz Intézetének elnöke lett.

## Lemezválogatás
- Me and Mister Jones (1992)
- A Look Within (1996)
- Good People (1997)
- Pleasant Valley (1999)
- Esay Does it ( 2002)
- Have You Heard (2004)
- Once Upon a Melody (2008)
- Celebrating John Coltrane (2012)
- Lucky 13 (2012)
- Expression (2014)